# 545

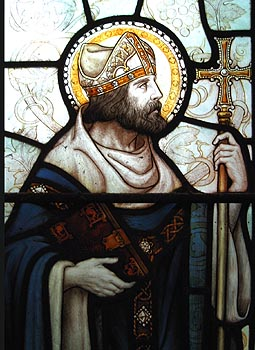
Dubritius, ook wel Dyfrig genaamd

Het jaar 545 is het 45e jaar in de 6e eeuw volgens de christelijke jaartelling.

## Gebeurtenissen

### Europa
- Koning Theudebert I heerst over de provincies Vindelicia en Noricum (huidige Zuid-Duitsland). Hij trekt met een Frankisch leger over de Alpen en verovert de gebieden rond Venetië.
- Belisarius doet een mislukte poging het door Bessas verdedigde Rome te ontzetten.

### Perzië
- Koning Khusro I sluit een vijfjarig vredesverdrag met het Byzantijnse Rijk. De oorlog in de Kaukasus, met name in Lazica (Georgië), wordt voortgezet.

### China
- Keizer Wu Di van de Liang-dynastie stuurt een expeditieleger (200.000 man) naar Vietnam om de pas benoemde keizer Ly Bi van de troon te stoten.

## Geboren
- Abdallah ibn Abd al-Muttalib, vader van Mohammed
- Fredegonde, koningin van de Franken (overleden 597)

## Overleden
- 3 juni - Clothilde, Bourgondische prinses
- Dubritius, Keltische bisschop en heilige
- 8 juni - Medardus, bisschop van Noyon